# デビッド・ヘイ
デビッド・ヘイ（David Haye、1980年10月13日 - ）は、イギリスの元男性プロボクサー。イングランド・ロンドン出身。元WBAスーパー・WBC・WBO世界クルーザー級王者。元WBA世界ヘビー級王者。世界2階級制覇王者。モデルとしても活躍している。見事にビルドアップされた肉体を持つ、スピードとパワーを兼ね備えたオールラウンダー。「Hayemaker（ヘイメーカー）」の異名を持つ。
ジェームス・ジキックなど総合格闘家の指導をしており、イギリスではBAMMAの解説者をしている。プロボクサーのキャリアと並行してヘイメーカー・プロモーションズを主宰している。

## 来歴
父親は空手の教官をしていた。

### アマチュア時代
1999年、テキサス州ヒューストンで開催された1999年世界ボクシング選手権大会にライトヘビー級(81kg)で出場するが2回戦で敗退した。
2001年、北アイルランドベルファストで開催された2001年世界ボクシング選手権大会にヘビー級(91kg)で出場するが、決勝でオドラニエル・ソリスに敗退し銀メダルを獲得した。

### プロボクサー時代
2002年12月8日、プロデビューを果たし2回TKO勝利を収めプロ初戦を白星で飾った。
2003年11月14日、トニー・ダウリングを初回TKOで倒しBBBofCイングランドクルーザー級王座を獲得した。
2004年9月10日、デビューから10戦連続KOをマークし、勢いそのままに11戦目でWBO世界クルーザー級王者カール・トンプソンと対戦するが、5回TKOで敗れ初黒星を喫する事となった。
2005年12月16日、アレクサンドル・グロフ（ウクライナ）を初回45秒でKOし、EBUヨーロピアンクルーザー級王座を獲得した。
2006年3月24日、ラッセ・ヨハンセン（デンマーク）を8回TKOで下しEBU王座の初防衛に成功した。
2006年7月21日、イスマイル・アブドゥル（ベルギー）と対戦し、判定で3-0（3者ともに120-108）の完勝を果たしEBU王座の2度目の防衛に成功した。
2006年11月17日、後にWBC世界クルーザー級王者となるジャコーベ・フラゴメーニ（イタリア）とEBU王座を賭け対戦し、9回TKOで下し3度目の防衛を成功させフラゴメーニに初黒星を与えた。またこの試合はWBC世界クルーザー級王座の挑戦者決定戦を賭けられていたためヘイは挑戦権を獲得した。
2007年4月27日、トーマス・ボニン（ポーランド）とヘビー級12回戦でテストマッチを行い計4度のダウンを奪い初回KOで相手をマットに沈めた。
2007年11月10日に初の世界メジャータイトル挑戦として、フランス・オー＝ド＝セーヌ県・ルヴァロワ＝ペレのパレ・デ・スポール・マルセル・セルダンでWBAスーパー・WBC世界クルーザー級王者ジャン＝マルク・モルメク（フランス）に挑戦。4回にダウンを奪われるが7回逆転TKOで勝利してWBA王座獲得、WBC王座獲得に成功した。
2008年3月8日、WBO世界クルーザー級王者のエンゾ・マカリネリ（ウェールズ）と王座統一戦を行い、2回2分4秒TKO勝ちを収めWBA王座は初、WBC王座も初防衛、WBO王座獲得に成功した。3団体統一に成功した。その後、ヘビー級転向のためWBA王座、WBC王座並びにWBO王座を返上した。
2008年11月15日、正式にヘビー級に転向し、ベテラン選手のモンテ・バレットと対戦5度のダウンを奪い5回TKO勝ちを収めヘビー級でも持ち味であるパワーを発揮した。
2009年6月20日、IBF・WBO世界ヘビー級統一王者ウラジミール・クリチコに挑戦する予定だったが、ヘイが背中を負傷したため試合がキャンセルされた。
2009年11月7日、ヘビー級随一の巨人王者でWBA世界ヘビー級王者ニコライ・ワルーエフ（ロシア）と対戦、ワルーエフはヘビー級史上最長身で最重量といわれており身長では191cmのヘイより22cmも高い213cmで、体重では98.4kgのヘイに対し143.3kgと44.9kgの体重差があった。試合はヘイが2-0の際どい判定でワルーエフを下し王座獲得に成功、2階級制覇を達成した。ワルーエフはこの試合を最後にボクシングを引退した。
2010年4月3日、ジョン・ルイス（アメリカ）を相手に指名試合を行い、4度のダウンを奪った上で9回タオル投入によるTKO勝ちで初防衛に成功した。
2010年11月13日、英国・ランカシャーマンチェスターのマンチェスター・アリーナにてWBA同級14位のオードリー・ハリソンと同国人対決を行い、3回TKO勝ちで2度目の防衛に成功した。
2011年4月、かつて自身のケガが原因で流れたウラジミール・クリチコ戦が2年越しで行われる事が決定した。
2011年7月2日、ドイツ・ハンブルクアルトナのアイエムテック･アレーナでIBF・WBO世界ヘビー級統一王者のウラジミール・クリチコと王座統一戦を行い、終始クリチコがプレッシャーをかけ付け入る隙を与えない展開が続くもなんとか打破したいヘイは飛び込みざまのビックショットを狙うも不発に終わり、結局最初から最後まで相手にペースを渡さなかったクリチコが試合に勝利し、ヘイは0-3の大差判定負けを喫し3団体統一に失敗、WBA王座から陥落した。
2011年10月13日、31歳の誕生日に現役引退を表明した。
2012年2月18日、ミュンヘンのオリンピアハレでWBC世界ヘビー級タイトルマッチがビタリ・クリチコとデレック・チゾラの間で行われ、ヘイは解説者として試合を観戦していたが、試合後の記者会見でデレック・チゾラの暴言からヘイとチゾラが乱闘になり、止めに入ったヘイのトレーナーのアダム・ブースが流血するという乱闘騒ぎを起こした。チゾラは暴行容疑でドイツ警察に逮捕されている。
2012年3月14日、英国ボクシング管理委員会が事情聴取を行いチゾラのボクシングライセンスを剥奪することを決定した。しかしこの時ヘイは引退しておりボクシングライセンスを所持していなかったことで処分を免れた。
2012年6月14日、ヘイは引退を撤回してチゾラとリング上で因縁に決着をつける事を決めた。当初は試合を認めない方針でいたWBAだったが最終的に承認する決断を下した。
2012年7月14日、ロンドンのアップトン・パークで行われたWBOインターナショナルヘビー級王座決定戦並びにWBAインターコンチネンタルヘビー級王座決定戦にて、1年ぶりの試合でデレック・チゾラ（ジンバブエ）と対戦し、5回2分59秒TKO勝ちで王座の獲得に成功、チゾラとの因縁に終止符を打った。英国ボクシング管理委員会は、両選手がイギリスでのボクシングライセンスを剥奪されていることから試合の開催を認めなかったが、ルクセンブルクのボクシング連盟が両選手にボクシングライセンスを交付し、「イギリスのボクシング史上最大の非合法試合」と非難される中、イギリス国内で行われる試合にもかかわらず国外のコミッションが選手にライセンスを交付するという前代未聞の異例な形で開催された試合となった。
2013年6月29日、マヌエル・チャーと対戦予定であったが、ヘイが拳を負傷したためキャンセルとなり、かわりに若きホープのタイソン・フューリー戦が決定した。
2013年7月11日、3時間で1万枚のチケットを売りあげた注目の一戦はマンチェスター・アリーナにて9月28日に決まり、それにともないデオンテイ・ワイルダーなどとスパーリングなどをして試合のトレーニングをしていたが、試合の1週間前にヘイがスパーリングで目の上をカットして延期となった。
2014年2月8日にタイソン・フューリーとの試合が再設定されたが、ヘイが今度は手術が必要なほどの重傷を右肩に負い、医者から引退勧告を受け試合が中止された。
2015年4月27日、ドバイで使用した小切手が不渡りとなり、出国しようとしていたドバイ国際空港で詐欺容疑で逮捕された。
2016年1月16日、ロンドンのO2アリーナで3年半ぶりの復帰戦でマーク・デ・モリと対戦し1回TKO勝利を収めた。
2017年3月4日、ロンドンのO2アリーナでWBC世界クルーザー級王者のトニー・ベリューとヘビー級12回戦を行い、11回2分16秒TKO負けを喫した。この試合で6回以降足を引きずるような仕草を見せていたヘイだったが、試合後にアキレス腱の手術を受けた。
2017年11月21日、トニー・ベリューと12月17日に再戦が決まっていたがヘイがトレーニング中に階段から転倒して上腕二頭筋を負傷したため試合が延期された。
2018年5月5日、延期されていたトニー・ベリューとの再戦がロンドンのO2アリーナで開催され、5回2分14秒TKO負けを喫した。
2018年6月22日、メディアを通じて現役引退を表明した。
2021年9月11日、約3年ぶりの復帰戦としてアメリカのフロリダ州にてイベンダー・ホリフィールド対ビクトー・ベウフォートの前座でジョー・フルニエとエキシビションで対戦し、判定勝ちを収めた。

## 獲得タイトル
- BBBofCイングランドクルーザー級王座
- EBUヨーロピアンクルーザー級王座
- WBA世界クルーザー級スーパー王座
- WBC世界クルーザー級王座
- WBO世界クルーザー級王座
- WBA世界ヘビー級王座
- WBOインターナショナルヘビー級王座
- WBAインターコンチネンタルヘビー級王座